# 宮島秀司
宮島 秀司（みやじま ひでし、1954年2月28日 - ）は東京都築地生まれの日本の映画プロデューサーである。三桂所属。

## 略歴
慶應義塾普通部、慶應義塾高等学校、慶應義塾大学卒業後、松竹に入社して、映画プロデューサーとして活躍する。数年後、松竹を退社しフリーとして独立。
『天城越え』、『お月様へようこそ』、『世にも奇妙な物語』、『ほんとにあった怖い話』、『ギミア・ぶれいく』など、映画・舞台・テレビ番組のプロデュースを輩出。
1989年～1993年に放送の映画番組『水曜ロードショー』の末期では、映画解説もしていた。
1994年に、ザ・ヴォイス・プロジェクトを設立し、同社の代表取締役社長に就任。
1999年から、松竹に復職し、映画企画部の部長を務めている。

## 作品
- ベッドタイムアイズ
- 天城越え
- 薄化粧
- 十手舞
- 私をスキーに連れてって
- 木村家の人々
- バカヤロー! 私、怒ってます
- バカヤロー!2 幸せになりたい。
- タスマニア物語
- ゲレンデがとけるほど恋したい。
- 未来日記（映画版）
- 連弾
- アナザヘヴン（映画版）
- 天国の本屋〜恋火
- 壬生義士伝
- CASSHERN
- 恋するヴァンパイア